# Inflammable Material
Inflammable Material è il primo album del gruppo punk rock Stiff Little Fingers, pubblicato nel 1979 dalla Rough Trade.

## Tracce
1. Suspect Device – 2:29 (Burns/Ogilvie)
2. State of Emergency – 2:23 (Burns)
3. Here We Are Nowhere – 0:56 (Cluney)
4. Wasted Life – 3:03 (Burns)
5. No More of That – 2:03 (Cluney)
6. Barbed Wire Love – 2:29 (Burns/Ogilvie)
7. White Noise – 1:42 (Burns/Ogilvie)
8. Breakout – 3:02 (Burns)
9. Law and Order – 3:10 (Burns/Ogilvie)
10. Rough Trad – 2:41 (Ogilvie)
11. Johnny Was – 8:12 (Marley) (Bob Marley Cover)
12. Alternative Ulster – 2:41 (Burns/Ogilvie)
13. Closed Groove – 4:04 (Burns/Ogilvie)
La ripubblicazione del 2001 di EMI ha incluso anche le tracce seguenti:
:14. Suspect Device (single version)" (Burns/Ogilvie)
:15. 78 RPM – 2:38 (Burns/Ogilvie)

Ed anche un'intervista a Jake Burns di Alan Parker

## Formazione
- Jake Burns – voce, chitarra
- Henry Cluney – chitarra, voce
- Ali McMordie – basso, voce
- Brian Falloon - batteria

## Classifiche
| Classifica (2022) | Posizione massima |
| ----------------- | ----------------- |
| Grecia            | 74                |